# 백화정
백화정(百花亭)은 대한민국 충청남도 부여군 부여읍 쌍북리에 속해 있는 낙화암 위에 건립된 정자로 삼천궁녀의 원혼을 달래기 위해 1929년 세워진 정자이다. 근처에는 고란사가 있다. 부여군에서 소유 밑 관리를 담당하고 있다. 1984년 5월 17일 충청남도의 문화재자료 제108호로 지정되었다.

## 개요
백제 멸망 당시 절벽에서 떨어져 죽었다는 궁녀들의 원혼을 추모하기 위해 1929년에 지은 정자이다.
‘백화정’이란 이름은 중국의 시인인 소동파의 시에서 따온 것이다. 부소산성 북쪽 백마강변의 험준한 바위 위에 자리잡고 있다.
건물 구조는 육각형 평면을 가진 육모지붕으로 꾸몄다. 마루 바닥 주변에는 간단한 난간을 설치하였고, 천장에는 여러 가지 연꽃무늬를 그려 놓았다.

## 참고 문헌
- 백화정 - 국가유산청 국가유산포털